# Juncker (Mulhouse)
Juncker is een historisch merk van motorfietsen.
Motocycles et Moteurs Juncker, Mulhouse (1935-1937).
Frans merk dat 98-, 123- en 147cc-tweetaktmotoren van Stainless en Aubier Dunne inbouwde.
Er was nog een merk met deze naam: zie Juncker (Rotterdam).